# Tullio Bozza
Tullio Bozza (Napoli, 3 febbraio 1891 – Napoli, 13 febbraio 1922) è stato uno schermidore italiano, specializzato nella spada, campione olimpico nella spada a squadre ai Giochi di  Anversa 1920.

## Biografia
Di Tullio Bozza, morto di tisi nel 1922 a soli 31 anni, si ricorda la storia d'amore con la scrittrice Sibilla Aleramo (pseudonimo di Rina Faccio), la quale dedicò a questa relazione un poema drammatico in tre atti dal titolo Endimione.

## Carriera
Ai Giochi olimpici di  Anversa 1920 partecipò anche alla gara individuale di spada ove fu eliminato nei quarti di finale.

## Palmarès
| Anno | Manifestazione  | Sede    | Evento          | Risultato |
| ---- | --------------- | ------- | --------------- | --------- |
| 1920 | Giochi olimpici | Anversa | Spada a squadre | Oro       |